# Ellerbek
Ellerbek est une commune allemande du Schleswig-Holstein, située dans l'arrondissement de Pinneberg (Kreis Pinneberg), à cinq kilomètres à l'est de la ville de Pinneberg, et voisine de Hambourg. Ellerbek est l'une des cinq communes de l'Amt Pinnau dont le siège est à Rellingen.